# Issa Adekunle
Usman Issa Adekunle (Yenagoa, 20 dicembre 1997) è un calciatore nigeriano, attaccante dello Zemplín Michalovce.

## Carriera
Cresciuto calcisticamente nella GBS Academy, nel gennaio 2017 è approdato in Europa firmando con gli slovacchi dell'AS Trenčín, militanti nella massima serie locale. Esordisce in campionato il 12 marzo, nella vittoria per 4-1 sullo Zemplín Michalovce, partita nella quale realizza anche una rete. Nel mese di luglio viene ceduto in prestito al Tatran Prešov, sempre nella massima serie slovacca, ma il prestito viene interrotto a dicembre, e così a gennaio viene girato con la stessa formula all'Inter Bratislava, nella seconda divisione slovacca, dove gioca per una stagione e mezza, prima di rimanere svincolato nel luglio 2019. Nel gennaio 2020 si trasferisce allo Slavoj Trebišov, dove gioca per un'ulteriore stagione e mezza nella seconda divisione slovacca. Nell'estate del 2021 viene ceduto al Podbrezová, con cui al termine della stagione 2021-2022 vince il campionato di seconda divisione.

## Statistiche

### Presenze e reti nei club
Statistiche aggiornate al 25 luglio 2022.
| Stagione                | Squadra                 | Campionato              | Campionato | Campionato | Coppe nazionali | Coppe nazionali | Coppe nazionali | Coppe continentali | Coppe continentali | Coppe continentali | Altre coppe | Altre coppe | Altre coppe | Totale | Totale |
| Stagione                | Squadra                 | Comp                    | Pres       | Reti       | Comp            | Pres            | Reti            | Comp               | Pres               | Reti               | Comp        | Pres        | Reti        | Pres   | Reti   |
| ----------------------- | ----------------------- | ----------------------- | ---------- | ---------- | --------------- | --------------- | --------------- | ------------------ | ------------------ | ------------------ | ----------- | ----------- | ----------- | ------ | ------ |
| gen.-giu. 2017          | AS Trenčín              | SL                      | 6          | 1          | CS              | 1               | 0               |                    | -                  | -                  |             | -           | -           | 7      | 1      |
| lug.-dic. 2017          | Tatran Prešov           | SL                      | 17         | 1          | CS              | 0               | 0               |                    | -                  | -                  |             | -           | -           | 17     | 1      |
| gen.-giu. 2018          | Inter Bratislava        | 1L                      | 12         | 6          | CS              | -               | -               |                    | -                  | -                  |             | -           | -           | 12     | 6      |
| 2018-2019               | Inter Bratislava        | 1L                      | 27         | 6          | CS              | 2               | 0               |                    | -                  | -                  |             | -           | -           | 29     | 6      |
| Totale Inter Bratislava | Totale Inter Bratislava | Totale Inter Bratislava | 39         | 12         |                 | 2               | 0               |                    | -                  | -                  |             | -           | -           | 41     | 12     |
| gen.-giu. 2020          | Slavoj Trebišov         | 1L                      | 0          | 0          | CS              | -               | -               |                    | -                  | -                  |             | -           | -           | 0      | 0      |
| 2020-2021               | Slavoj Trebišov         | 1L                      | 25         | 9          | CS              | 1               | 0               |                    | -                  | -                  |             | -           | -           | 26     | 9      |
| Totale Slavoj Trebišov  | Totale Slavoj Trebišov  | Totale Slavoj Trebišov  | 25         | 9          |                 | 1               | 0               |                    | -                  | -                  |             | -           | -           | 26     | 9      |
| 2021-2022               | Podbrezová              | 1L                      | 22         | 1          | CS              | 2               | 0               |                    | -                  | -                  |             | -           | -           | 24     | 1      |
| 2022-2023               | Podbrezová              | SL                      | 2          | 0          | CS              | 0               | 0               |                    | -                  | -                  |             | -           | -           | 2      | 0      |
| Totale carriera         | Totale carriera         | Totale carriera         | 111        | 24         |                 | 6               | 0               |                    | -                  | -                  |             | -           | -           | 117    | 24     |

## Palmarès

### Club

#### Competizioni nazionali
- 1. Slovenská Futbalová Liga: 1

Podbrezová: 2021-2022